# Christian Arning
Christian Ludwig Arning (* 31. August 1824 in Hamburg; † 18. Januar 1909 ebenda) war ein deutscher Richter und Abgeordneter der Hamburgischen Bürgerschaft.

## Leben

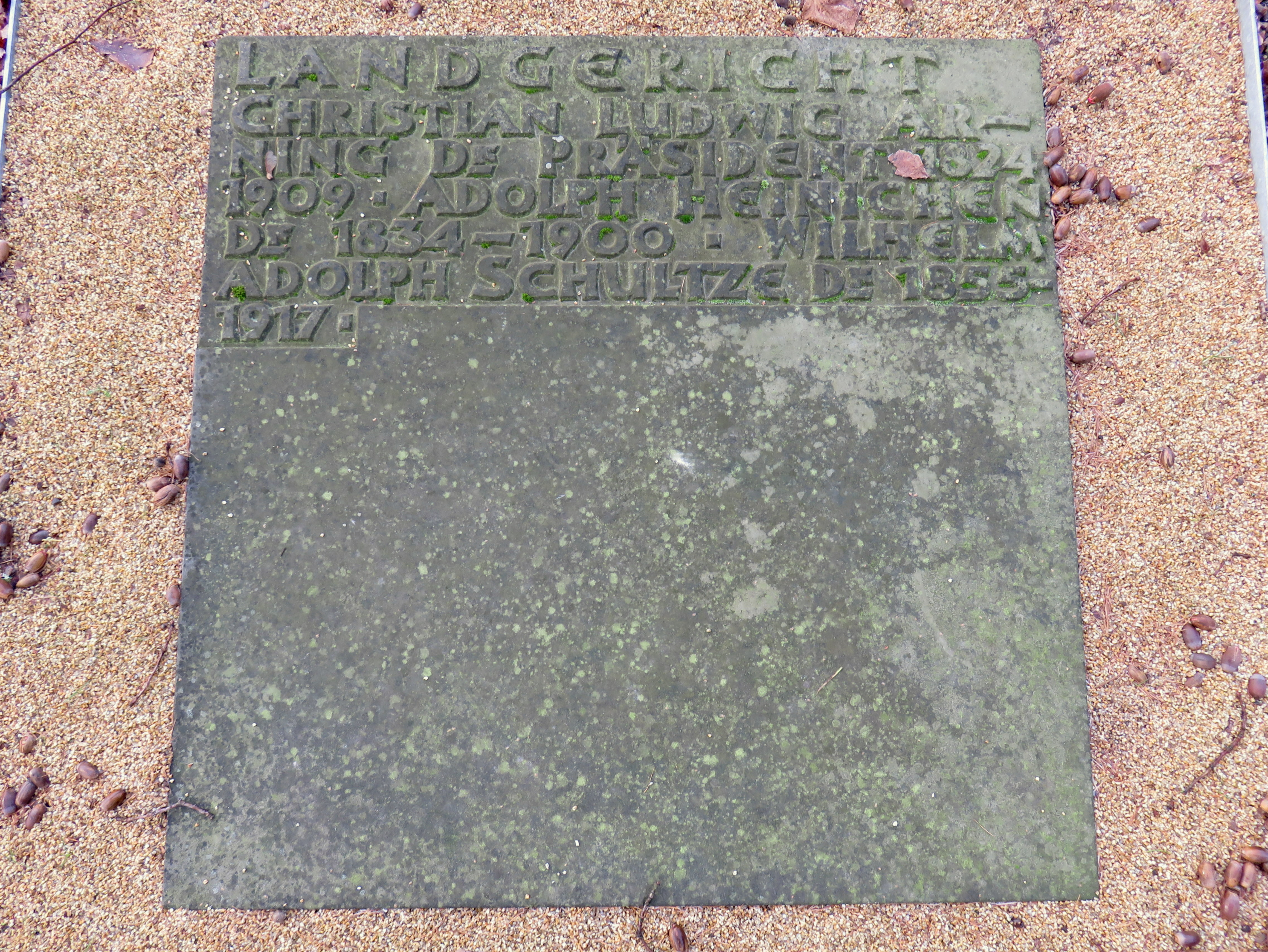
„Christian Ludwig Arning Dr. Präsident“, Sammelgrab Landgericht, Friedhof Ohlsdorf

Arning war ein Sohn des Hamburger Senators Johann Carl Gottlieb Arning und Neffe Nicolaus Ferdinand Hallers. Eduard Arning war sein Neffe. Er studierte Rechtswissenschaften in Göttingen und ließ sich 1847 in Hamburg als Anwalt nieder. 1860 wurde Arning zum Richter am Niedergericht ernannt. Die Berufung zum Richter am Hanseatischen Oberlandesgericht erfolgte zum 1. März 1881. Arning wechselte zum 1. Juni 1882 als Präsident zum Landgericht Hamburg, an dem er Nachfolger von Siegfried Albrecht wurde. Er leitete 17½ Jahre das Landgericht, bevor er aufgrund von Schwerhörigkeit 1899 seinen Posten aufgab. Zum 1. Januar 1900 ging Arning in den Ruhestand, zu seinen Nachfolger wurde Julius Engel berufen.
Arning gehörte von 1862 bis 1868 und 1877 bis 1889 der Hamburgischen Bürgerschaft an. Dort war er Mitglied der Fraktion der Rechten.
Auf dem Ohlsdorfer Friedhof wird auf der Sammelgrabplatte Landgericht des Althamburgischen Gedächtnisfriedhofs unter anderen an Christian Arning erinnert.